# Joseph François Debray-Chamont
Joseph François Debray-Chamont, né le 4 juillet 1749 à Amiens, dans le département de la Somme et mort à Paris le 11 avril 1792,  est un homme politique français.

## Biographie
Il fut négociant à Amiens et fut élu  député de la Somme en 1791 à l'Assemblée législative. Il fut l'auteur d'un projet de loi relatif à la liquidation des propriétaires d'offices. Ce projet de loi ne put aboutir du fait de la mort du député, survenue en cours de législature.

## Sources
- « Joseph François Debray-Chamont », dans Adolphe Robert et Gaston Cougny, Dictionnaire des parlementaires français, Edgar Bourloton, 1889-1891 [détail de l’édition]